# 원주 입석사 석탑
원주 입석사 석탑(原州 立石寺 石塔)은 대한민국 강원특별자치도 원주시 소초면 흥양리, 입석사에 있는 고려시대의 석탑이다. 1984년 6월 2일 강원특별자치도의 문화재자료 제19호로 지정되었다.

## 개요
입석사에 있는 탑으로 무너져 있던 것을 세워 둔 것인데, 2기의 석탑 부재가 섞여 있는 듯 하다.
부재들은 두툼하고 네모난 연꽃받침이 2개, 얇은 연꽃받침이 1개, 각 면에 기둥 모양을 새긴 탑신(塔身)의 몸돌이 3개, 네모난 판돌이 4개이다.
연꽃무늬 조각이나 탑신의 몸돌을 다듬은 솜씨로 보아 고려시대 전기의 작품으로 추정된다.
조선 태종(재위 1400∼1418)이 왕위에 오른 후 어린 시절의 스승 운곡 원천석을 자주 불렀으나 응하지 않고 치악산에 들어가 은둔생활을 하며 나타나지 않으니, 그를 생각하며 이 탑을 세우게 되었다는 이야기가 함께 전해 내려온다.

## 참고 자료
- 입석사석탑 - 국가유산청 국가유산포털